# 成都民众教育馆旧址

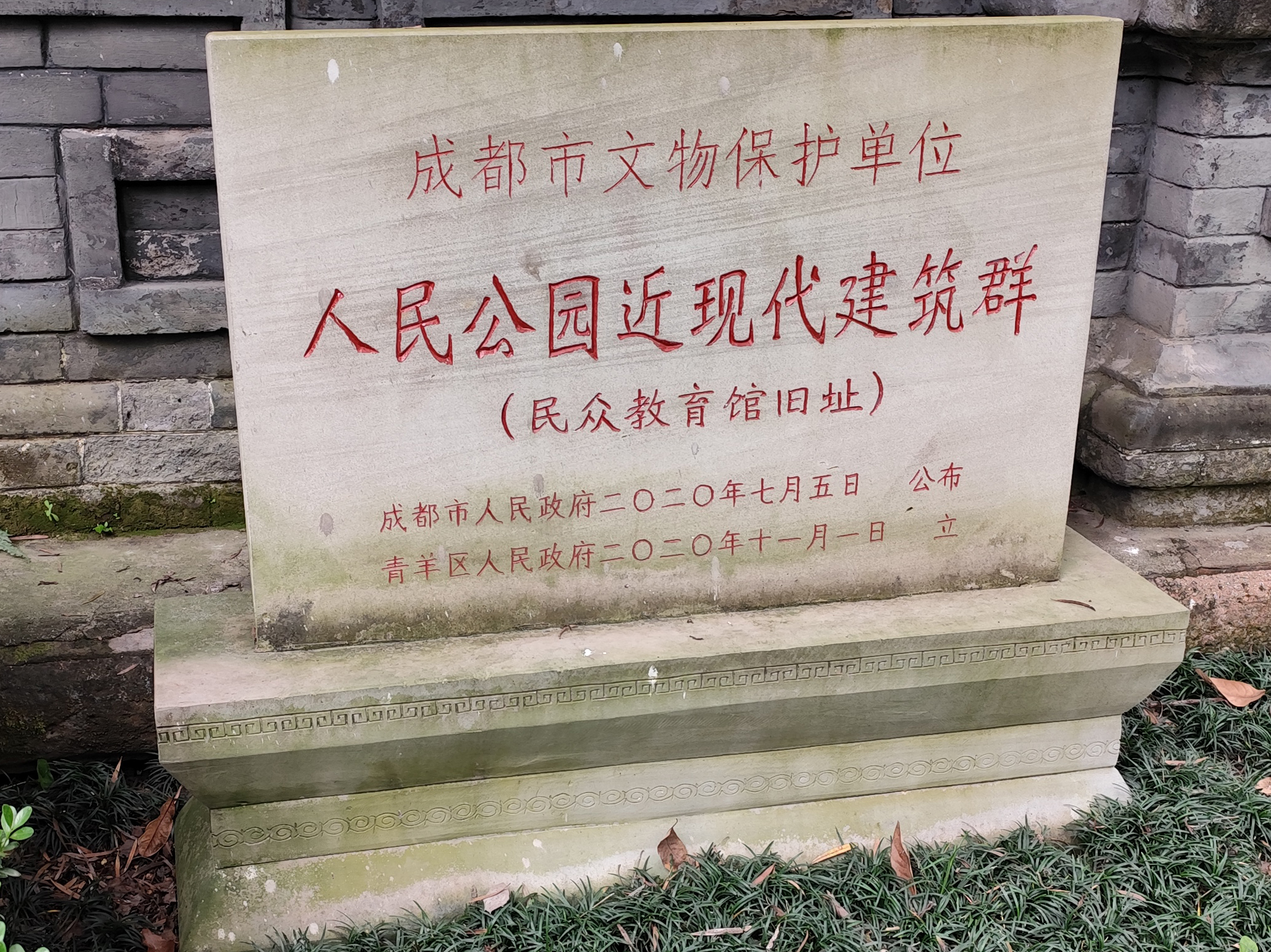
文保碑

民众教育馆旧址位于中国四川省成都市人民公园之中，为一幢西式风格的青砖平房，始建于1924年。这一年，四川军务行政都督杨森委托成都市政督办王詹绪在少城公园内建立通俗教育馆，由实业家卢作孚先生（1893-1952）任首任馆长。1932年改称“民众教育馆”。下设博物、图书、体育、音乐、讲演、出版、游艺、事物八部。
1949年以后，民众教育馆建筑保留，现为成都市人民公园大会议室，2020年以“人民公园近现代建筑群”的名义列入成都市文物保护单位。